# Parlamentsvalget i Portugal 1881
Parlamentsvalget i Portugal 1881 blev afholdt i Portugal den 21. august 1881. Resultatet var en landsdækkende sejre for Partido Progressista, der vandt 122 mandater.

## Resultater
| Parti                           | Stemmer | %    | Mandater | +/–  |
| ------------------------------- | ------- | ---- | -------- | ---- |
| Partido Regenerador             |         |      | 122      | +101 |
| Partido Progressista            |         |      | 6        | –100 |
| Constituent Party               |         |      | 8        | +2   |
| Partido Republicano Português   |         |      | 1        | 0    |
| Ugyldige/blanke stemmer         |         | –    | –        | –    |
| Total                           | 491,766 | 100  | 137      | 0    |
| Registrerede vælgere/deltagelse | 841,511 | 58.4 | –        | –    |
| Kilde: Nohlen & Stöver          |         |      |          |      |

Resultatet er inkluderet med mandater fra de oversøiske territorier.